# Televisioni locali della Puglia
Raiway Puglia-Basilicata e Delta Tv sono due dei multiplex della televisione digitale terrestre presenti nel sistema DVB-T italiano.
Raiway Puglia-Basilicata è gestito da Rai Way, società controllata da Rai.
Delta Tv appartiene a Delta Tv.

## Copertura
Raiway Puglia-Basilicata è una rete di primo livello disponibile in tutta la Puglia e la Basilicata.
Delta Tv è una rete di secondo livello disponibile nella città metropolitana di Bari, nelle province di Barletta-Andria-Trani e Brindisi e nel settore nord della provincia di Taranto.

## Frequenze
Raiway Puglia-Basilicata trasmette sul canale 42 della banda UHF in tutta la Puglia e la Basilicata.
Delta Tv trasmette sul canale 32 della banda UHF nelle province di Bari, Bat, Brindisi e settore nord della provincia di Taranto 

## Servizi

### Canali televisivi (Raiway Puglia-Basilicata)
| LCN | Canale                 | Note       |
| --- | ---------------------- | ---------- |
| 10  | TELENORBA              | FTA (HDTV) |
| 11  | RADIO NORBA TELEVISION | FTA (HDTV) |
| 12  | TELEDUE                | FTA (HDTV) |
| 13  | TG NORBA 24            | FTA (HDTV) |
| 14  | ANTENNA SUD            | FTA (HDTV) |
| 15  | TELERAMA               | FTA (HDTV) |
| 16  | TRM H24                | FTA (HDTV) |
| 17  | TELEBARI               | FTA (HDTV) |
| 18  | TELESVEVA              | FTA (HDTV) |
| 19  | Tele Dehon             | FTA (HDTV) |
| 75  | T.R. Padre Pio         | FTA (HDTV) |
| 77  | TELEREGIONE COLOR      | FTA (HDTV) |
| 78  | CANALE 7               | FTA (HDTV) |
| 82  | LA NUOVA TV            | FTA (HDTV) |
| 88  | TELE FOGGIA            | FTA        |
| 99  | FOGGIA TV              | FTA (HDTV) |

### Canali televisivi (Delta Tv)
| LCN | Canale                           | Note       |
| --- | -------------------------------- | ---------- |
| 71  | CANALE ITALIA extra              | FTA        |
| 76  | TRC                              | FTA        |
| 79  | TELEMAJG                         | FTA        |
| 80  | TELETRULLO                       | FTA        |
| 81  | EASY TV                          | FTA        |
| 83  | DELTA TV                         | FTA (HDTV) |
| 84  | 7 GOLD                           | FTA (HDTV) |
| 85  | BTV                              | FTA        |
| 86  | POLITICAL TV                     | FTA        |
| 87  | PUGLIA 7                         | FTA        |
| 89  | MEDITERRANEA TV - VIDEO M ITALIA | FTA        |
| 90  | CANALE 2 TV                      | FTA        |
| 91  | AMICA 9                          | FTA        |
| 92  | ANTENNA SUD EXTRA                | FTA (HDTV) |
| 93  | NEW MEDIA                        | FTA        |
| 95  | AZZURRA TV ITALIA                | FTA (HDTV) |
| 96  | STARTV                           | FTA        |
| 98  | STUDIO 100                       | FTA        |
| 111 | BARINEWS                         | FTA        |
| -   |                                  | FTA        |